# Signe Asmussen
Signe Asmussen Manuitt (n. Copenhague en 1970) es una mezzosoprano danesa que actúa asiduamente como solista con la mayoría de las orquestas y coros de su país, como destacada recitalista lírica y en numerosos montajes operísticos de la Real Ópera de Copenhague y de la Ópera Nacional de Århus.
Sus inquietudes artísticas se han alejado también del repertorio lírico, cantando para varios ensembles clásicos, de música folk o contemporánea, como el Tolkien Ensemble, la Athelas Sinfonietta, el Figura Ensemble, el Esbjerg Ensemble o los Danish Chamber Players; o, incluso, de música tradicional cubana (salsa y merengue), como Salsa Loca.

## Carrera clásica
Signe creció en una familia de músicos, por lo que cantaba y tocaba el violín y el piano desde niña. Se graduó como solista clásica (voz de soprano) en el Real Conservatorio Danés en 2001, Con críticas que ya la mencionaban como «una intérprete nata» y «una seductora de voz íntima». Fue acreedora de las prestigiosas becas Van Hauen y de la Fundación Sonning.
Desde ese momento ha cantado como solista asiduamente con la mayoría de las orquestas y coros de su país; y ha destacado como recitalista: intérprete de lieder, solista de oratorios y música de cámara. Ha colaborado de manera habitual con los pianistas daneses Christen Stubbe Teglbjærg, Christian Westergaard, y el noruego Arne Jørgen Fæø; aparte de otras colaboraciones singulares destacables, como su recital en el Ámsterdam Concertgebouw con el pianista holandés Rudolf Jansen, el de Carl Nielsen en el Wigmore Hall de Londres, en el Birmingham Symphony Hall con el director y pianista Howard Shelley y la Camerata de Salzburgo; o en la National Gallery con Peter Hill. En esta faceta, en la que se siente especialmente cómoda, ha recibido diversos premios y menciones:
- en 2002 el premio del Festival Internacional de Música Clásica de Holstebro;[4][5]
- en 2009 el prestigioso Premio Aksel Schiøtz;[1] y
- en 2010 la mención como finalista, con el trío «Voz Nueva» (sic.), del concurso de música de cámara de la cadena P2 de la Danmarks Radio.[4]

Ha actuado en numerosas producciones de la Real Ópera de Copenhague y de la Ópera Nacional de Århus, entre las que cabe destacar sus interpretaciones de Cherubino en Las bodas de Fígaro, Berta en El barbero de Sevilla, Valencienne en La viuda alegre, Suzuki en Madama Butterfly o Idamante en Idomeneo. En este último papel, en particular, representado en Århus en febrero de 2010, recibió críticas muy favorables que calificaron su canto de «muy convincente», su representación del papel como de «gran autoridad» y su presencia central en la obra de «gran fuerza».
Entre sus numerosas grabaciones clásicas cabe destacar dos discos grabados como solista de lieder para el sello nacional danés: Songs, con canciones de Otto Mortensen, y Fra Højskolesangbogen, con canciones de diversos compositores daneses, así como su grabación de lieder de Weber para Classico titulada Meine Lieder, Meine Sänge.

## Otros proyectos

### Ensembles clásicos y contemporáneos
Sus inquietudes artísticas se han alejado también del repertorio lírico o los lieder, cantando para varios ensembles clásicos, de música folk o contemporánea, como el Tolkien Ensemble, la Athelas Sinfonietta, el Figura Ensemble, el Esbjerg Ensemble o los Danish Chamber Players.
De estas aportaciones la más significativa y persistente en el tiempo ha sido su colaboración con el Tolkien Ensemble, conjunto formado en Real Conservatorio de Copenhague en 1995, durante la época de formación de Asmussen, por Caspar Reiff (entonces su compañero de estudios) y Peter Hall (uno de los profesores del Conservatorio). Con ellos ha grabado sus cuatro álbumes, publicados de 1997 a 2005, que forman una completa interpretación musical de todos los poemas contenidos en la novela El Señor de los Anillos de J. R. R. Tolkien. Signe ha interpretado las piezas correspondientes a la dama elfa Galadriel, además de otros papeles menores como otra elfa de Rivendel y una ent-mujer.

### Música cubana
La afición de Asmussen por el jazz latino y la salsa la ha llevado a combinar su carrera de vocalista clásica con éstos, como voz solista del grupo danés Salsa Loca, y con colaboraciones más limitadas con otros como la orquesta danesa Grupo Danson o la suiza Picason. Esta faceta no deja de sorprender en una cantante clásica nórdica, por lo que las críticas de sus interpretaciones en este género tienden a destacar su buena integración con él:

The lead singer has indeed strong ties to classical music. But her name is Signe Asmussen... and she is as blond as it gets... couldn't be more Danish! Right now I am listening to Amor con amor again, and I just can't believe it. But then, the Danish Cubans say about her “Esa rubia tiene tumbao!” And that's definitely an understatement, as front man Tonny Pedersen tells me.
La solista tiene de hecho fuertes conexiones con la música clásica. Pero su nombre es Signe Asmussen... y es tan rubia como parece... ¡no puede ser más danesa! Justo ahora estoy escuchando Amor con amor de nuevo, y no puedo creerlo. Pero entonces los cubano-daneses dicen de ella «¡esa rubia tiene tumbao!» (sic.) y eso incluso se queda corto, según me dijo Tonny Pedersen.
—  Rob Lücking, para Der Salsaholic.

Tras un largo periodo sin tocarlo, Asmussen está retomando el violín, con el que explora nuevos territorios como violinista y coralista en la Charanga Cubita, un proyecto de música cubana.